# Karel Pavlík (lední hokejista)
Karel Pavlík (* 4. srpna 1953) je bývalý český hokejový obránce. Po skončení aktivní kariéry působil jako evropský scout pro tým NHL New York Islanders.

## Hokejová kariéra
V československé lize hrál za Spartu Praha a během povinné základní vojenské služby za Duklu Jihlava. Odehrál 10 ligových sezón, nastoupil ve 248 ligových utkáních, dal 26 gólů, měl 29 asistencí a 55 trestných minut. Reprezentoval Československo na mistrovství Evropy juniorů do 19 let v roce 1972, kde tým skončil na 3. místě.

## Klubové statistiky
| 1970/1971 | Sparta Praha  | 1. liga | 7  | 1 | 0 | 1  | 0  |
| 1971/1972 | Sparta Praha  | 1. liga | 36 | 2 | 1 | 3  | 18 |
| 1972/1973 | Dukla Jihlava | 1. liga | 15 | 1 | 0 | 1  | 12 |
| 1973/1974 | Sparta Praha  | 1. liga | 6  | 0 | 0 | 0  | 0  |
| 1974/1975 | Sparta Praha  | 1. liga | 36 | 2 | 3 | 5  | 12 |
| 1975/1976 | Sparta Praha  | 1. liga | 32 | 2 | 9 | 11 | 12 |
| 1976/1977 | Sparta Praha  | 1. liga | 41 | 6 | 9 | 14 | 4  |
| 1977/1978 | Sparta Praha  | 1. liga | 26 | 3 | 5 | 8  | 6  |
| 1978/1979 | Sparta Praha  | 1. liga | 25 | 7 | 2 | 9  | 6  |
| 1979/1980 | Sparta Praha  | 1. liga | 24 | 2 | 0 | 2  | 8  |